# Rossi (Parma)
Rossi is een historisch merk van motorfietsen.
Deze werden geproduceerd door Ing. A. Rossi in Parma van 1950 tot 1955.
Deze Italiaanse firma stelde in de jaren vijftig terreinmotoren samen met eigen frames waar 123 cc Sachs-motoren in werden gemonteerd.